# Miles Reid
Pour les articles homonymes, voir Reid.
Ne pas confondre avec le graphiste Reid Miles.
Miles Reid (né le 30 janvier 1948 à Hoddesdon) est un mathématicien britannique, qui travaille dans le domaine de la géométrie algébrique.

## Formation et carrière
Reid a étudié à l'université de Cambridge, où il a obtenu en 1969 son Bachelor puis en 1972 son doctorat, sous la direction de Pierre Deligne et Peter Swinnerton-Dyer, avec une thèse intitulée « The complete intersection of two or more quadrics ». Pendant ce temps, il mène ses recherches en mathématiques au Christ's College de Cambridge auprès de Peter Swinnerton-Dyer et à l'Institut des hautes études scientifiques (IHES) auprès de Pierre Deligne. En tant que chercheur postdoctoral, il passe deux ans en Russie à l'université Lomonossov (et, plus tard, près d'un an à Minsk), un an à l'université de Tokyo (1976-77) et à l'université d'Erlangen. En 1978, il a été maître de conférences à l'université de Warwick, en 1989 lecteur et en 1992, professeur. Il a notamment été chercheur invité aux universités de Kyoto, de Nagoya et de Hong Kong, à l'institut Max-Planck de mathématiques à Bonn, à l'institut de mathématiques Steklov et à l'université de l'Utah. De 2009 à 2012, il est également professeur à l'université Sogang de Séoul. Il est directeur du Mathematics Research Center de Warwick.

## Travaux et distinctions
Reid a travaillé en particulier sur les 3-variétés algébriques. En 1988, il a reçu le Prix Berwick Senior de la London Mathematical Society pour son article Fano 3-fold hypersurfaces avec Alessio Corti et Alexandre Puklihkov, dans lequel ils montrent une note de Yuri Manin et Iskovskikh de 1971 sur la non-rationalité d'une surface tridimensionnelle quartique généralisée et la non-rationalité de toutes les 3-variétés de Fano. En 2004, il a été élu fellow de la Royal Society. En 2002, il a été conférencier invité au Congrès international des mathématiciens à Pékin (Update on 3-fold). En 2014, il a reçu le Prix Pólya de la London Mathematical Society pour ses travaux sur les variétés algébriques en hautes dimensions, et plus spécialement les singularités canoniques, la correspondance de MacKay, l'examen détaillé des flips en dimension 3, la structure des anneaux de Gorenstein et des articles de synthèse.
Il traduit également des ouvrages à partir du russe (notamment Basic Algebraic Geometry d'Igor Chafarevitch) et du japonais.

## Publications
- (en) Miles Reid, Undergratuate Algebraic Geometry, Cambridge University Press, 1989.
- (en) Miles Reid, « Review: Rational curves on algebraic varieties, by János Kollár », Bull. Amer. Math. Soc. (N.S.), vol. 38, no 1,‎ 2000, p. 109-115 (DOI 10.1090/s0273-0979-00-00889-2, lire en ligne).
- (en) Undergraduate Commutative Algebra, Cambridge University Press, 1995.
- (en) avec Balazs Szendroi : Geometry and Topology, Cambridge University Press, 2007.
- (en) Update on 3-folds, ICM 2002.
- (éd) avec Alessio Corti: Explicit birational geometry of 3-folds. London Mathematical Society Lecture Notes 281, Cambridge University Press, 2000.